# Vicariato apostolico di Tucupita
Il vicariato apostolico di Tucupita (in latino: Vicariatus Apostolicus Tucupitensis) è una sede della Chiesa cattolica in Venezuela immediatamente soggetta alla Santa Sede. Nel 2022 contava 155.000 battezzati su 182.000 abitanti. È retto dal vescovo Ernesto José Romero Rivas, O.F.M.Cap.

## Territorio
Il vicariato apostolico comprende lo stato venezuelano di Delta Amacuro.
Sede del vicariato è la città di Tucupita, dove si trova la cattedrale della Divina Pastora.
Il territorio è suddiviso in 4 parrocchie.

## Storia
Il vicariato apostolico è stato eretto il 30 luglio 1954 con la bolla Crescit in dies di papa Pio XII, ricavandone il territorio dal vicariato apostolico di Caroní.

## Cronotassi dei vescovi
Si omettono i periodi di sede vacante non superiori ai 2 anni o non storicamente accertati.
- Argimiro Álvaro García Rodríguez, O.F.M.Cap. † (19 dicembre 1955 - 25 novembre 1985 ritirato)
- Felipe González González, O.F.M.Cap. (25 novembre 1985 - 26 maggio 2014 nominato vicario apostolico di Caroní)
- Ernesto José Romero Rivas, O.F.M.Cap., dal 7 aprile 2015

## Statistiche
Il vicariato apostolico nel 2022 su una popolazione di 182.000 persone contava 155.000 battezzati, corrispondenti all'85,2% del totale.
| anno | popolazione | popolazione | popolazione | presbiteri | presbiteri | presbiteri | presbiteri                | diaconi | religiosi | religiosi | parrocchie |
| anno | battezzati  | totale      | %           | numero     | secolari   | regolari   | battezzati per presbitero | diaconi | uomini    | donne     | parrocchie |
| ---- | ----------- | ----------- | ----------- | ---------- | ---------- | ---------- | ------------------------- | ------- | --------- | --------- | ---------- |
| 1959 | 34.000      | 37.000      | 91,9        | 13         |            | 13         | 2.615                     |         | 16        | 18        | 4          |
| 1968 | 36.460      | 39.500      | 92,3        | 10         |            | 10         | 3.646                     |         | 13        | 24        | 6          |
| 1976 | 40.380      | 49.920      | 80,9        | 9          |            | 9          | 4.486                     | 2       | 14        | 18        | 5          |
| 1980 | 55.000      | ?           | ?           | 9          |            | 9          | 6.111                     |         | 12        | 18        | 5          |
| 1990 | 63.000      | 72.200      | 87,3        | 8          | 2          | 6          | 7.875                     | 1       | 17        | 19        | 6          |
| 1999 | 100.000     | 118.000     | 84,7        | 7          |            | 7          | 14.285                    |         | 22        | 16        | 4          |
| 2000 | 90.000      | 105.820     | 85,1        | 7          |            | 7          | 12.857                    |         | 21        | 15        | 4          |
| 2001 | 90.000      | 105.820     | 85,1        | 8          |            | 8          | 11.250                    |         | 21        | 11        | 4          |
| 2002 | 95.000      | 124.043     | 76,6        | 7          |            | 7          | 13.571                    |         | 16        | 12        | 4          |
| 2003 | 95.000      | 124.043     | 76,6        | 7          |            | 7          | 13.571                    |         | 18        | 13        | 4          |
| 2004 | 95.000      | 124.043     | 76,6        | 7          |            | 7          | 13.571                    |         | 18        | 11        | 4          |
| 2010 | 104.000     | 136.000     | 76,5        | 11         | 1          | 10         | 9.454                     | 1       | 18        | 14        | 4          |
| 2014 | 121.800     | 170.500     | 71,4        | 10         | 1          | 9          | 12.180                    |         | 18        | 13        | 4          |
| 2017 | 141.800     | 154.000     | 92,1        | 10         | 1          | 9          | 14.180                    |         | 17        | 9         | 4          |
| 2020 | 150.000     | 175.000     | 85,7        | 9          | 1          | 8          | 16.666                    |         | 15        | 10        | 4          |
| 2022 | 155.000     | 182.000     | 85,2        | 10         | 1          | 9          | 15.500                    |         | 9         | 10        | 4          |